# Michal Ranko
Michal Ranko (Trenčín, 19 febbraio 1994) è un calciatore slovacco, difensore dello Skalica.

## Carriera
Ha esordito in Superliga il 30 luglio 2016 disputando con il ViOn Z.M. l'incontro vinto 3-0 contro l'AS Trenčín.

## Statistiche

### Presenze e reti nei club
Statistiche aggiornate al 6 novembre 2021.
| Stagione        | Squadra              | Campionato      | Campionato | Campionato | Coppe nazionali | Coppe nazionali | Coppe nazionali | Coppe continentali | Coppe continentali | Coppe continentali | Altre coppe | Altre coppe | Altre coppe | Totale | Totale |
| Stagione        | Squadra              | Comp            | Pres       | Reti       | Comp            | Pres            | Reti            | Comp               | Pres               | Reti               | Comp        | Pres        | Reti        | Pres   | Reti   |
| --------------- | -------------------- | --------------- | ---------- | ---------- | --------------- | --------------- | --------------- | ------------------ | ------------------ | ------------------ | ----------- | ----------- | ----------- | ------ | ------ |
| lug.-dic. 2013  | Dubnica              | 2L              | 16         | 0          |                 | -               | -               |                    | -                  | -                  |             | -           | -           | 16     | 0      |
| feb.-mag. 2016  | Nové Mesto nad Váhom | 2L              | 11         | 0          |                 | -               | -               |                    | -                  | -                  |             | -           | -           | 11     | 0      |
| 2016-gen. 2017  | ViOn Z.M.            | SL              | 12         | 1          | CS              | 2               | 0               |                    | -                  | -                  |             | -           | -           | 14     | 1      |
| gen.-mag. 2017  | Senica               | SL              | 12         | 1          |                 | -               | -               |                    | -                  | -                  |             | -           | -           | 12     | 1      |
| 2017-2018       | Senica               | SL              | 29         | 2          | CS              | 1               | 0               |                    | -                  | -                  |             | -           | -           | 30     | 2      |
| Totale Senica   | Totale Senica        | Totale Senica   | 41         | 3          |                 | 1               | 0               |                    | -                  | -                  |             | -           | -           | 42     | 3      |
| 2018-2019       | Motor Lublino        | 3L              | 24         | 1          |                 | -               | -               |                    | -                  | -                  |             | -           | -           | 24     | 1      |
| gen.-mag. 2020  | Skalica              | 2L              | 5          | 0          |                 | -               | -               |                    | -                  | -                  |             | -           | -           | 5      | 0      |
| 2020-2021       | Skalica              | 2L              | 27         | 10         | CS              | 1               | 0               |                    | -                  | -                  |             | -           | -           | 28     | 10     |
| Totale Skalica  | Totale Skalica       | Totale Skalica  | 32         | 10         |                 | 1               | 0               |                    | -                  | -                  |             | -           | -           | 33     | 10     |
| 2021-2022       | Zemplín Michalovce   | SL              | 14         | 0          |                 | -               | -               |                    | -                  | -                  |             | -           | -           | 14     | 0      |
| Totale carriera | Totale carriera      | Totale carriera | 150        | 15         |                 | 4               | 0               |                    | -                  | -                  |             | -           | -           | 154    | 15     |